# Sun Luyi
Sun Luyi est un homme politique chinois né en 1954, secrétaire général adjoint du comité municipal de Shanghai depuis 2004. Il est également responsable du département du personnel de la ville.
Le 28 septembre 2006, il a été entendu dans l'enquête sur la mauvaise gestion du fonds de pension de la ville, qui aurait conduit à un détournements de fonds publics pour un montant de 3,2 milliards de yuans (400 millions de dollars).